# Shimonaka Yasaburō

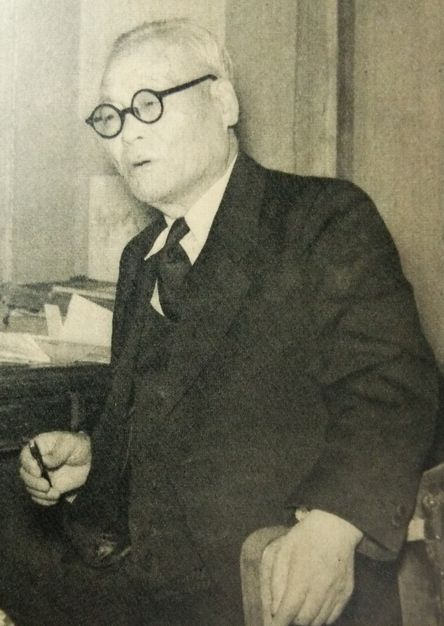
Shimonaka Yasaburō

Shimonaka Yasaburō (japanisch 下中 弥三郎, auch Shimonada Yoshitake (下中芳岳) genannt; geboren 12. Juni 1878 in der Präfektur Hyōgo; gestorben 21. Februar 1961) war ein japanischer gesellschaftsaktiver Verleger, Gründer von Heibonsha.

## Leben und Wirken
Shimonaka Yasaburō verlor schon als kleines Kind seinen Vater. Er machte zunächst eine Ausbildung als Töpfer und ging dann 1898 nach Kōbe und wurde Lehrer. 1902 ging er nach Tokio und arbeitete als Reporter für die „Frauen-Zeitung“ (婦女新聞, Fujo shimbun). 1911 wurde er Lehrer an der „Pädagogischen Lehranstalt Saitama“ (埼玉師範学校, Saitama shihan gakkō).
1914 schrieb und verlegte Shimonaka den „Taschenratgeber Ja, das ist bequem“, der als Prototyp einer Enzyklopädie bezeichnet werden kann. Dieser erste Verlag ging bankrott, und im Juni desselben Jahres wurde „Heibonsha“ – etwa „Alltags-Unternehmen“ – gegründet, wobei er seine selbst verfassten Werke per Post verkaufte.
Nach dem Großen Kantō-Erdbeben 1923 begann Shimonaka ab 1924 im größeren Maßstab Bücher zu verlegen. Inmitten des „1 Yen-Bücher-Booms“ veröffentlichte er 1927 „Sämtliche Werke der zeitgenössischen Populärliteratur “ (現代大衆文学全集, Gensai taishū bungaku zenshū) und 1928 „Vollständige Sammlung der Weltkunst“ (世界美術全集, Sekai bijutsu zenshū) und festigte damit seine aufstrebende Position als Verleger. 1931 folgte jedoch ein Konkurs. Er kündigte dennoch den Plan der „Enzyklopädie“ (大百科事典) an und ging nach Fertigstellung 1935 erneut bankrott.
Shimonaka interessierte sich für soziale Bewegungen. So übernahm er die Führung der bäuerlichen Autonomiebewegung ab etwa 1925, vertrat ab 1931 eine gesamtasiatische Position (大アジア主義, Dai-Ajia shugi) und unterstützte den 1940 gegründeten „Reichshilfeverein“ (大政翼賛会, Taisei yokusan-kai). Wegen dieser Positionen wurde ihm nach dem Zweiten Weltkrieg von den Alliierten jede öffentliche Tätigkeit untersagt.
1951 konnte Shimonaka sein Unternehmen wieder übernehmen und den Verlag wieder zur „Enzyklopädie-Heibonsha“ machen. Er setzte sich ein für das Prinzip der „Vereinigten Staaten der Welt“ und wirkte als Mitglied des „Committee of Seven to Appeal for World Peace“.
2014 konnte Shimonakas Heibonsha sein hundertjähriges Jubiläum feiern.